# فحص عالي الإنتاجية

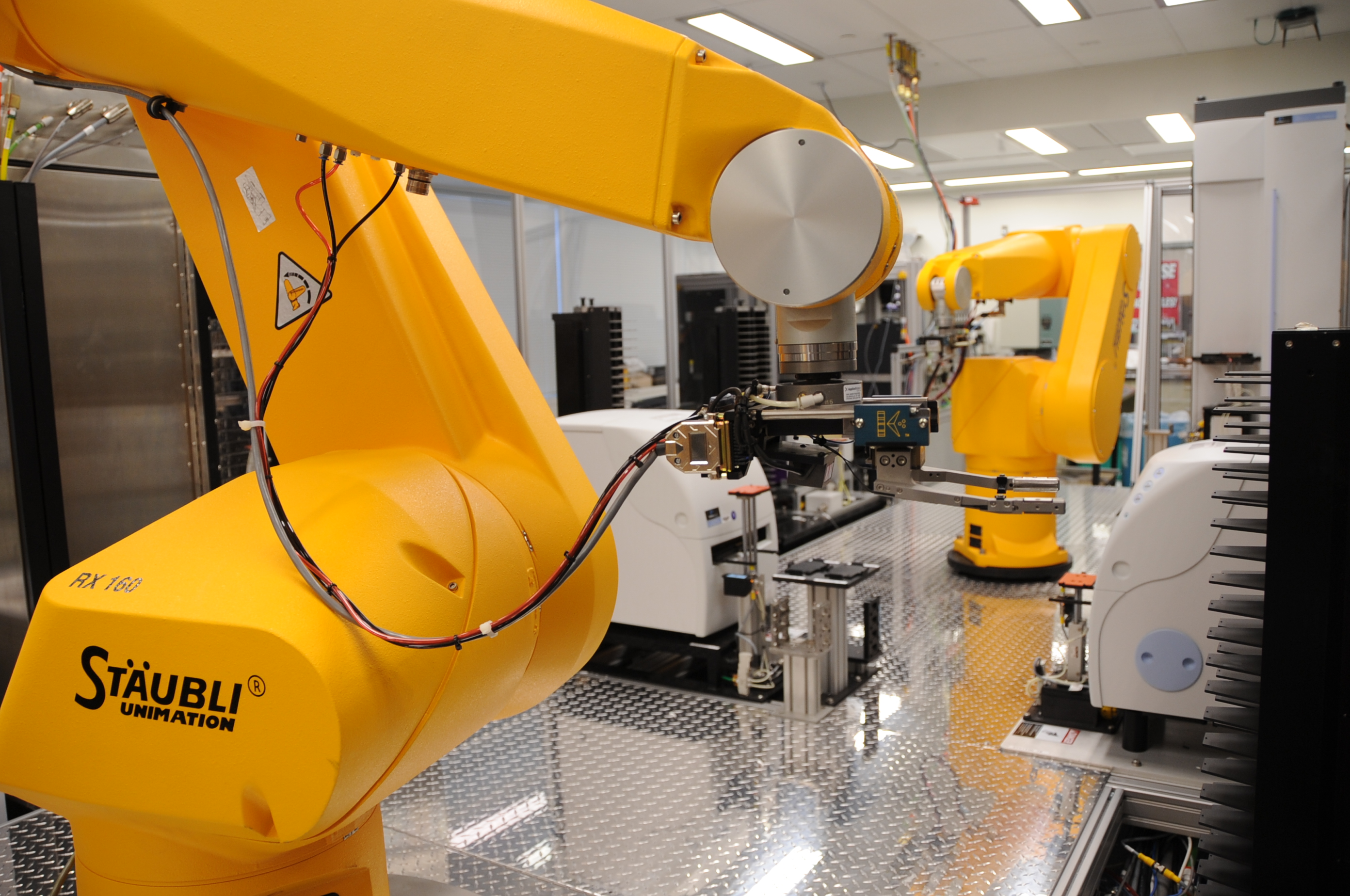
روبوتات الفحص عالية الإنتاجية

إن الفحص عالي الإنتاجية (HTS) طريقة للتجارب العلمية تستخدم على نحو استثنائي في اكتشاف الأدوية ومتعلقة بمجالات البيولوجيا والكيمياء. يتيح الفحص عالي الإنتاجية للباحث إجراء ملايين الاختبارات الكيميائية أو الجينية أو الدوائية بسرعة، عن طريق استخدام الروبوتات، وبرامج معالجة البيانات / التحكم، وأجهزة معالجة السوائل، وأجهزة الكشف الحساسة. من خلال هذه العملية يمكن للمرء أن يتعرف بسرعة على المركبات النشطة أو الأجسام المضادة أو الجينات التي تعدل مسارًا جزيئيًا حيويًا معينًا.كما توفر نتائج هذه التجارب نقطة الأساس لتصميم الدواء وفهم عدم التفاعل أو دور موقع معين.

## تحضير صفيحة الفحص

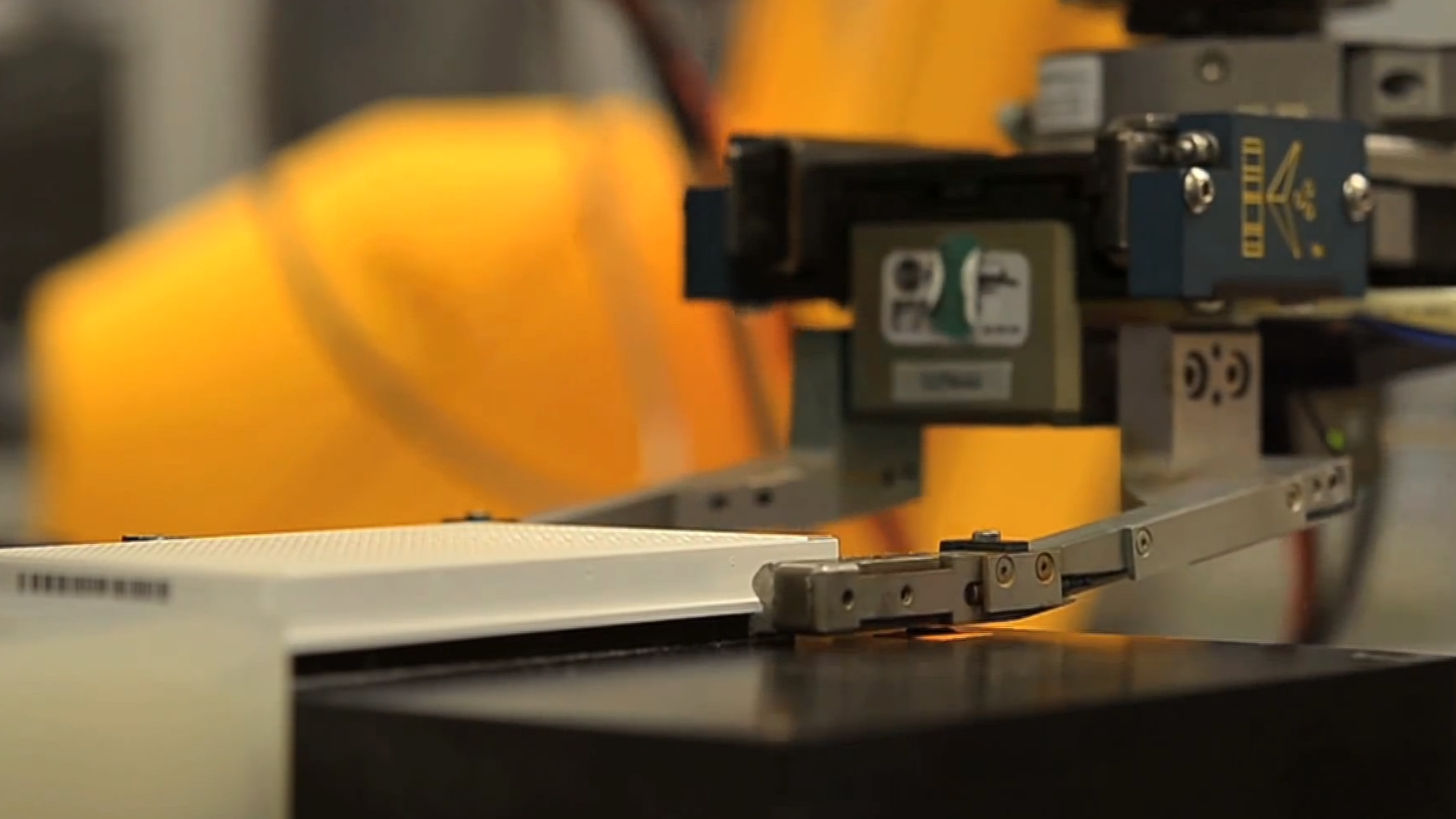
ذراع الروبوت تتعامل مع طبق الفحص

إن أدوات المختبر الرئيسية أو وعاء الاختبار لـلفحص العالي الإنتاجية هو طبق المعايرة الدقيق وهو عبارة عن  إناء صغير مصنوع من البلاستيك وعادة ما يتم التخلص منه. تتميز بشبكة من الفجوات الصغيرة المفتوحة تسمى الآبار. بشكل عام، تحتوي الألواح الدقيقة الخاصة بـالفحص العالي الإنتاجية على 96 أو 192 أو 384 أو 1536 أو 3456 أو 6144 بئراً. هذه كلها مضاعفات لـ 96، تعكس الصفيحة الأصلية المكونة من 96 بئر مع آبار متباعدة 8 × 12 مع تباعد 9 مليميتر. إن معظم هذه الآبار تحتوي على عناصر اختبار اعتمادًا على طبيعة التجربة. قد تكون هذه مركبات كيميائية مختلفة مذابة مثل في محلول مائي من ثنائي ميثيل سلفوكسيد (DMSO)، كما يمكن أن تحتوي الآبار أيضًا على خلايا أو إنزيمات من نوع ما. (من الممكن أن تكون الآبار الأخرى فارغة أو تحتوي على مذيب نقي أو عينات غير معالجة، مخصصة للاستخدام كعناصر تحكم تجريبية.)
يحتوي مرفق الفحص عادةً على مجموعة من أطباق التخزين، والتي يتم فهرسة محتوياتها بعناية، وقد يكون كل منها قد تم إنشاؤه بواسطة المختبر أو تم الحصول عليها من مصدر تجاري. لا يتم استخدام اطباق التخزين نفسها بشكل مباشر في التجارب؛ بدلاً من ذلك، يتم إنشاء أطباق فحص منفصلة حسب الحاجة. طبق الفحص هو ببساطة نسخة من طبق التخزين، تم إنشاؤه عن طريق سحب كمية صغيرة من السائل (غالبًا ما تقاس بالنانو لتر) من آبار طبق التخزين إلى الآبار المقابلة في طبق فارغ تمامًا.

## ملاحظة التفاعل
يملأ الباحث كل بئر من الطبق ببعض العناصر البيولوجية المرغوب في إجراء التجربة عليها للتحضير للمقايسة، مثل البروتين أو الخلايا أو جنين حيواني. بعد مرور مدة الحضانة للسماح للمادة البيولوجية بأخذ الوقت الكافي للامتصاص أو الارتباط أو التفاعل (أو عدم التفاعل) مع المركبات الموجودة في الآبار، يتم أخذ القياسات عبر جميع آبار الطبق، إما يدويًا أو آلياً. غالبًا ما تكون القياسات اليدوية ضرورية ومهمة في حال استخدم الباحث الفحص المجهري (على سبيل المثال) للبحث عن تغييرات أو عيوب في التطور الجنيني الناجم عن مركبات الآبار، والبحث عن التأثيرات التي ليس باستطاعة الحاسوب تحديدها بسهولة. من ناحية أخرى، يمكن لآلة التحليل الآلي المتخصصة إجراء عدد من التجارب على الآبار (مثل تسليط الضوء المستقطب عليها وقياس الانعكاسية، والتي يمكن أن تكون مؤشرًا على ارتباط البروتين). في هذه الحالة، تعمل الآلة على إظهار نتيجة كل تجربة كشبكة من القيم الرقمية، مع تعيين كل رقم للقيمة التي تم الحصول عليها من بئر واحد. ويمكن قياس عشرات الألواح في غضون بضع دقائق من خلال آلة التحليل عالية السعة، لتوليد الآلاف من نقاط البيانات التجريبية بسرعة فائقة.
يمكن للباحث إجراء فحوصات متابعة ما نفس الشاشة بالاعتماد على نتائج الاختبار الأول، عن طريق مغالطة ال "cherry picking" أو مغالطة«انتقاء الكرز» السائل من آبار المصدر التي أعطت نتائج مثيرة للاهتمام (تُعرف باسم «هيتس») إلى أطباق الفحص الجديدة، ثم إعادة عمل التجربة لجمع المزيد من البيانات حول هذه المجموعة الضيقة، لتأكيد الملاحظات وصقلها.

## نظام التشغيل الآلي

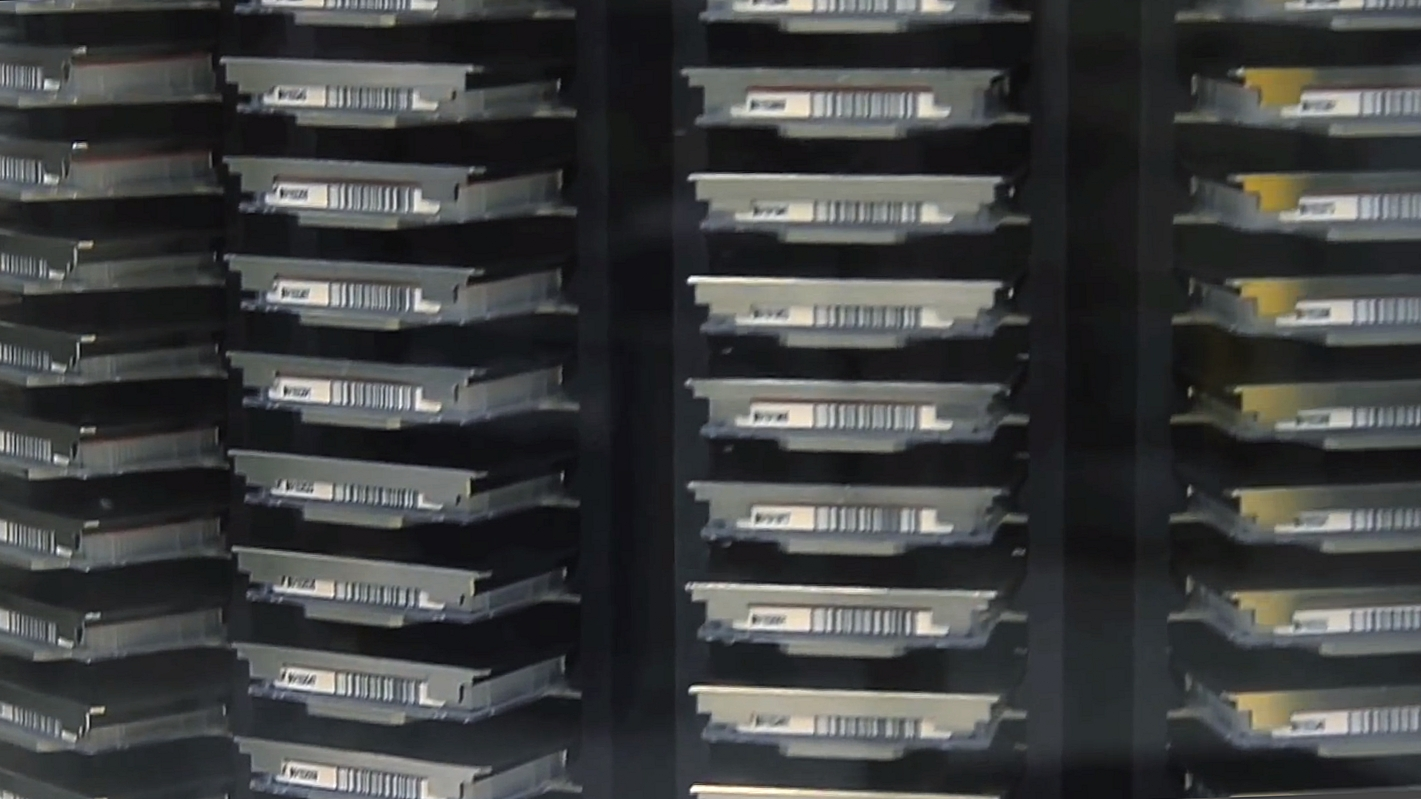
نظام دائري لتخزين لوحات الفحص للحصول على سعة تخزين عالية والوصول بسرعة عالية

نظام التشغيل الآلي عنصر مهم في استخراج  فائدة الفحص عالي النتيجة. يقوم نظام الروبوت المتكامل الذي يتكون من روبوت واحد أو أكثر بنقل أطباق الفحص الدقيقة من محطة إلى أخرى لإضافة العينة والكاشف والخلط والحضانة وأخيراً القراءة أو العرض.وعادةً ما يمكن لنظام الفحص العالي النتيجة إعداد العديد من الأطباق وتطويرها وتحليلها في وقت واحد، وذلك يسهم في سرعة عملية جمع البيانات. توجد حاليًا روبوتات الفحص عالي الإنتاجية يمكنها اختبار ما يصل إلى 100000 مركب يوميًا. منتقي المستعمرات التلقائي يختار آلاف المستعمرات الميكروبية للفحص الجيني عالي الإنتاجية. منتقي المجموعات التلقائية يختار آلاف المستعمرات الميكروبية للفحص الجيني عالي الإنتاجية. يشير مصطلح uHTS أو الفرز عالي الإنتاجية (حوالي 2008) إلى فحص ما يزيد عن 100000 مركب يوميًا.

## التصميم التجريبي وتحليل البيانات
القدرة على الفحص السريع للمركبات المتنوعة (مثل الجزيئات الصغيرة أو الأحماض النووية الريبية) لتحديد المركبات النشطة، فقد أدى الفحص عالي الإنتاجية إلى كم هائل في معدل البيانات المتولدة في السنوات الأخيرة. وبالتالي، فإن استخلاص الأهمية الكيميائية الحيوية من أكوام البيانات، والتي تعتمد على تطوير واعتماد التصاميم التجريبية المناسبة والأساليب التحليلية لكل من مراقبة الجودة واختيار النتائج كان أحد التحديات الأساسية في تجارب الفحص العالي الإنتاجية. وصف جون بلوم، كبير مسؤولي العلوم في شركة أبلايد بروتيوميكس بأن بحث HTS أحد المجالات التي تحتوي على ميزة وصفها على النحو التالي: قريبًا، إذا لم يفهم العالم بعض الإحصائيات أو تقنيات معالجة البيانات الأولية، فمن الممكن أن لا تُعتبر هو أو هي عالم أحياء جزيئية حقيقيًا، وبالتالي سيصبح ببساطة «كديناصور».

### مراقبة الجودة
إن لفحوصات HTS عالية الجودة دوراً مهماً في تجارب فحص الإنتاجية العالية. يتطلب تطوير تحاليل HTS عالية الجودة عملية تكامل بين كل من الأساليب التجريبية والحسابية لمراقبة الجودة (QC). ويكمُن ذلك باتباع ثلاث طرق مهمة لمراقبة الجودة هي (1) تصميم جيد للطبق، (2) اختيار ضوابط كيميائية / بيولوجية إيجابية وسلبية فعالة، و (3) تطوير مقاييس مراقبة الجودة الفعالة لقياس درجة التمايز بحيث تكون المقايسات ذات البيانات رديئة الجودة يمكن تحديدها وتعريفها. إن التصميم الجيد للطبق يُسهل من عملية تحديد الأخطاء المنهجية (خاصة تلك المرتبطة بموقع البئر) وتحديد ما يجب استخدام التسوية لإزالة أو تقليل تأثير الأخطاء المنهجية على كل من مراقبة الجودة واختيار الضربة.
إن طرق مراقبة الجودة التحليلية الفعالة تعمل بمثابة حارس لفحوصات الجودة الممتازة. في تجربة HTS النموذجية، التمييز الواضح بين عنصر تحكم إيجابي ومرجع سلبي مثل عنصر تحكم سلبي هو مؤشرًا للجودة الجيدة. هناك العديد من وسائل تقييم الجودة المقترحة لقياس درجة التمايز بين الضبط الإيجابي والمرجع السلبي. تم اعتماد نسبة الإشارة إلى الخلفية، ونسبة الإشارة إلى الضوضاء، ونافذة الإشارة، ونسبة تباين الفحص، والعامل Z لتقييم جودة البيانات. [8] [11] فرق المتوسط المعياري بدقة (SSMD) تم اقتراحه مؤخرًا لتقييم جودة البيانات في اختبارات الفحص العالي الانتاجية.

### انتقاء النتيجة
يُطلق على المركب ذي الحجم المطلوب من التأثيرات في الفحص العالي الإنتاجية باسم النتيجة. وحيث تسمى عملية اختيار النتائج بالانتقاء. تختلف الطرق التحليلية لاختيار النتائج في الشاشات بدون مكررات (عادةً في الشاشات الأساسية) عن تلك التي تحتوي على مكررات (عادةً في الشاشات التأكيدية). على سبيل المثال، تعتبر طريقة z-Score مناسبة للشاشات التي لا تحتوي على مضاعفات، بينما تعد t-statistic مناسبة للشاشات ذات المضاعفات. يختلف حساب SSMD للشاشات بدون مكررات أيضًا عن حساب الشاشات ذات المضاعفات. [8]
اما عن اختيار النتائج في الشاشات الأولية بدون مضاعفات، فإن الشاشات التي يسهل تفسيرها هي متوسط تغيير الطية، ومتوسط الفرق، والتثبيط بالنسبة المئوية، ونشاط النسبة المئوية. ومع ذلك، فإنها لا تلتقط تباين البيانات بكفاءة عالية. إن طريقة z-Score أو SSMD ، يمكنها التقاط تغيرات البيانات بناءً على افتراض أن كل مركب له نفس التباين كمرجع سلبي في الشاشات. ومع ذلك، فإن القيم المتطرفة شائعة في تجارب الفحص العالي الإنتاجية، والطرق مثل z-Score حساسة للقيم المتطرفة ويمكن أن تكون هدامة. نتيجة لذلك، تم اقتراح واعتماد طرق مُحكمة مثل طريقة z * ، و SSMD * ، وطريقة درجة B ، والطريقة المستندة إلى الكمية لاختيار النتائج. [4]
في شاشة مع المضاعفات، يمكننا تقدير التباين لكل مركب مباشرة؛ وبالتالي، يجب أن نستخدم SSMD أو إحصاء t الذي لا يعتمد على الافتراض القوي الذي تعتمد عليه النتيجة z-score و z*-score. إحدى المشكلات المتعلقة باستخدام إحصاء t والقيم p المرتبطة بها هي أنها تتأثر بكل من حجم العينة وحجم التأثير. [18] إنها تأتي من الاختبار لعدم وجود فرق متوسط، وبالتالي فهي ليست مصممة لقياس حجم التأثيرات المركبة.بالنسبة لاختيار النتائج، يكون الاهتمام الرئيسي هو حجم التأثير في المركب الذي تم اختباره. يقوم SSMD بتقييم حجم التأثيرات مباشرة. وقد ثبت أيضًا أن SSMD أفضل من أحجام التأثير الأخرى الشائعة الاستخدام. يمكن مقارنة القيمة السكانية لـ SSMD عبر التجارب، وبالتالي، يمكننا استخدام نفس القطع لقيمة السكان لـ SSMD لقياس حجم التأثيرات المركبة